# Slowly Going the Way of the Buffalo
Slowly Going the Way of the Buffalo è un album del gruppo pop punk statunitense MxPx pubblicato nel 1998. Il nome dell'album viene da una lettera scritta da un fan, che, con l'espressione “Going the way of the buffalo”,  si lamentava del fatto che la musica del gruppo stava cambiando, in peggio a suo parere.

## Tracce
1. Under Lock and Key
2. Tomorrow's Another Day
3. The Final Slowdance
4. I'm OK, You're OK
5. Cold and All Alone
6. Party, My House, Be There
7. The Downfall of the Western Civilization
8. Invitation to Understanding
9. Fist vs. Tact
10. What's Mine Is Yours
11. Self Serving with a Purpose
12. For Always
13. Set the Record Straight
14. Get with It
15. Inches from Life
16. The Theme Fiasco

## Formazione
- Mike Herrera (voce e basso)
- Tom Wisniewski (chitarra)
- Yuri Ruley (batteria)